# Лагув (Кросненський повіт)
Лагув (пол. Łagów, нім. Logau) — село в Польщі, у гміні Домбе Кросненського повіту Любуського воєводства.
Населення — 467 осіб (2011).
Розташоване за 13 км від Кросно-Оджанське і 18 км від міста Зелена Гура.
На території села розташований тваринницький комплекс Agro-HOREX, спрямований на розведення м'ясного поголів'я ВРХ.
У 1975-1998 роках село належало до Зеленогурського воєводства.

## Демографія
Демографічна структура станом на 31 березня 2011 року:
|          | Загалом | Допрацездатний вік | Працездатний вік | Постпрацездатний вік |
| -------- | ------- | ------------------ | ---------------- | -------------------- |
| Чоловіки | 239     | 50                 | 174              | 15                   |
| Жінки    | 228     | 62                 | 131              | 35                   |
| Разом    | 467     | 112                | 305              | 50                   |